# Гаївська сільська рада (Барський район)
Гаї́вська сільська́ ра́да — адміністративно-територіальна одиниця та орган місцевого самоврядування в Барському районі Вінницької області. Адміністративний центр — село Гайове.

## Загальні відомості
- Територія ради: 16,62 км²
- Населення ради: 1 391 особа (станом на 2001 рік)

## Населені пункти
Сільраді були підпорядковані населені пункти:
- с. Гайове
- с-ще Івановецьке
- с. Колосівка
- с-ще Котова
- с. Шпирки

## Склад ради
Рада складалася з 16 депутатів та голови.
- Голова ради: Магльона Валерій Володимирович
- Секретар ради: Третяк Любов Степанівна

### Керівний склад попередніх скликань
| Прізвище, ім'я, по батькові    | Основні відомості                                                                       | Дата обрання | Дата звільнення |
| ------------------------------ | --------------------------------------------------------------------------------------- | ------------ | --------------- |
| Хорошун Ярослав Михайлович     | Сільський голова, 1957 року народження, член Народно-демократичної партії               | 26.03.2006   | 31.10.2010      |
| Магльона Валерій Володимирович | Сільський голова, 1969 року народження, освіта середня спеціальна, член Партії регіонів | 31.10.2010   |                 |

Примітка: таблиця складена за даними сайту Верховної Ради України

### Депутати
За результатами місцевих виборів 2010 року депутатами ради стали:

#### За суб'єктами висування
| Суб'єкт висування                                       | Кількість обраних депутатів | %    |
| ------------------------------------------------------- | --------------------------- | ---- |
| Партія регіонів                                         | 10                          | 62,5 |
| Політична партія Всеукраїнське об'єднання «Батьківщина» | 5                           | 31,3 |
| Самовисування                                           | 1                           | 6,3  |

#### За округами
| № округу                                                | Прізвище, ім'я, по батькові         | Дата визнання обраним | Освіта             | Партійна приналежність | Відомості про обраного депутата                                       |
| ------------------------------------------------------- | ----------------------------------- | --------------------- | ------------------ | ---------------------- | --------------------------------------------------------------------- |
| Партія регіонів                                         |                                     |                       |                    |                        |                                                                       |
| 1                                                       | Гарник Ірина Сергіївна              | 02.11.2010            | вища               | позапартійна           | тимчасово не працює                                                   |
| 4                                                       | Ґудзь Анатолій Олександрович        | 02.11.2010            | середня            | позапартійний          | тимчасово не працює                                                   |
| 5                                                       | Гнибіда Лілія Василівна             | 02.11.2010            | середня спеціальна | член Партії регіонів   | Гаївська загальноосвітня школа-сад, комірник                          |
| 6                                                       | Третяк Люба Степанівна              | 02.11.2010            | середня спеціальна | позапартійна           | Гаївська сільська рада, секретар                                      |
| 7                                                       | Усата Жанна Володимирівна           | 02.11.2010            | вища               | позапартійна           | Гаївська сільська рада, бухгалтер                                     |
| 8                                                       | Савчук Анатолій Семенович           | 02.11.2010            | середня            | позапартійний          | Гаївська загальноосвітня школа-сад, оператор газової котельні         |
| 10                                                      | Гнибіда Юрій Дмитрович              | 02.11.2010            | середня спеціальна | позапартійний          | ТОВ «Лан» с. Гайове, слюсар ЗОМ                                       |
| 11                                                      | Ціха Віра Євгенівна                 | 02.11.2010            | середня спеціальна | позапартійна           | ТОВ «Лан» с. Гайове, керівник виробничого підрозділу                  |
| 13                                                      | Макієвський Геннадій Володимирович  | 02.11.2010            | середня            | позапартійний          | Барський спирткомбінат, машиніст парових котлів                       |
| 16                                                      | Обертинський Анатолій Володимирович | 02.11.2010            | середня спеціальна | позапартійний          | Барська санітарно епідеміологічна станція, лікар з гігієни харчування |
| Політична партія Всеукраїнське об'єднання «Батьківщина» |                                     |                       |                    |                        |                                                                       |
| 2                                                       | Крупська Наталія Олександрівна      | 02.11.2010            | середня            | позапартійна           | Гаївська загальноосвітня школа-сад, прибиральниця                     |
| 3                                                       | Кльоц Ніна Іванівна                 | 02.11.2010            | середня            | позапартійна           | ТОВ «Лан» с. Гайове, кухар                                            |
| 9                                                       | Гарник Анатолій Васильович          | 02.11.2010            | середня            | позапартійний          | Барський хлібзавод, водій                                             |
| 12                                                      | Декалюк Олександра Мечиславівна     | 02.11.2010            | вища               | позапартійна           | тимчасово не працює                                                   |
| 14                                                      | Лапчук Вадим Васильович             | 02.11.2010            | середня спеціальна | позапартійний          | ТОВ «Комарівці», водій                                                |
| Самовисування                                           |                                     |                       |                    |                        |                                                                       |
| 15                                                      | Степанкевич Микола Сергійович       | 02.11.2010            | середня спеціальна | позапартійний          | Барська ЦРЛ, фельдшер швидкої допомоги                                |